# Gioco mortale (film 1986)
Gioco mortale (The Manhattan Project) è un film del 1986, diretto dal regista Marshall Brickman.

## Trama
Il Dr. John Mathewson scopre un nuovo processo per la raffinazione del plutonio a purezza superiore al 99,997%. Il governo degli Stati Uniti gli fornisce un laboratorio situato a Ithaca, New York, mascherato da azienda medica. John si trasferisce a Ithaca e incontra l'agente immobiliare Elizabeth Stephens mentre cerca un appartamento. Tenta di conquistare l'affetto della donna invitando suo figlio adolescente Paul a fare un giro del laboratorio. John crede che la "copertura" possa reggere ma Paul, studente insolitamente dotato con una passione per la scienza, diventa sospettoso quando scopre una macchia statisticamente impossibile di piante di trifoglio a cinque foglie sul terreno.
Paul e la sua fidanzata, l'aspirante giornalista Jenny Anderman, decidono di rivelare il segreto della fabbrica ai media, rubando un contenitore di plutonio come prova. Ci riescono ma Paul credendo che il plutonio da solo sia insufficiente come prova, poiché nessuno sarebbe impressionato da due ragazzini che rubano qualcosa da un laboratorio, convince Jenny che lui è in grado creare il primo ordigno nucleare al mondo costruito privatamente, portandolo poi al concorso scientifico della New York Science Fair e quindi rivelando il segreto del laboratorio al mondo. Dopo aver convinto sua madre e la sua scuola che il suo progetto riguardi criceti allevati nell'oscurità, inizia la ricerca e la costruzione della bomba.
Il laboratorio scopre che un contenitore di plutonio è stato sostituito da una bottiglia di shampoo misto a glitter. Una squadra investigativa militare, guidata dal tenente colonnello Conroy, arriva sulla scena e capisce che Paul è responsabile del furto del plutonio. Sospettandolo di intenzioni terroristiche, gli investigatori perquisiscono la casa di Paul e scoprono che lui e Jenny sono partiti per il concorso.
Dopo che gli agenti hanno catturato la coppia a New York, John, che si sente personalmente responsabile della crisi, parla in privato con Paul e lo convince a consegnare la bomba agli agenti prima che un gruppo di altri partecipanti alla fiera della scienza aiuti Paul e Jenny a scappare dall'hotel.
Nel tentativo di smascherare il laboratorio, Paul escogita un piano per restituire la bomba alle sue condizioni. Assicurandosi che Jenny sia a una distanza di sicurezza, chiama gli agenti da un telefono pubblico ed entra nel laboratorio con la bomba mentre è circondato da cecchini e agenti. Durante la situazione di stallo, le trattative si bloccano e Paul arma la bomba. John, sicuro che Paul non sia un vero terrorista, tenta di intercedere in suo favore.
A causa delle radiazioni del plutonio, il timer della bomba si attiva improvvisamente da solo e inizia il conto alla rovescia con velocità crescente. Paul suggerisce di portare la bomba in una cava fuori città, ma John ammette di non aver compreso appieno le ramificazioni del suo processo di raffinazione del plutonio. Di conseguenza, la bomba di Paul avrà una resa nucleare quasi cinque volte maggiore di quella che ha distrutto Hiroshima in caso di esplosione.
Nel disperato tentativo di disinnescare la bomba, tutte le parti depongono le armi e lavorano freneticamente insieme per disarmarla. Riescono nell'intento una frazione di secondo prima che esploda. Dopo un breve momento di sollievo, Conroy decide di arrestare Paul. John si rifiuta di collaborare e apre la porta del laboratorio, rivelando una grande folla, tra cui Jenny e la stampa. Il film si conclude con Paul che lascia liberamente la scena.